# Stig Rossen
Stig Rossen Nancke  (14 juni 1962) is een Deense zanger en acteur.

## Biografie
Rossen studeerde aan de Guildhall School of Music and Drama. In 1990 kreeg hij een rol in een Londense productie van Les Misérables en was hij zo succesvol, dat hij drie maanden later de hoofdrol speelde van Jean Valjean. Deze rol, die hij sindsdien in ongeveer 1500 opvoeringen in tien landen vertolkte, werd zijn internationale doorbraak als acteur en musicalvertolker.
Sinds 1988 bracht Rossen tien albums uit, waaronder Starry Starry Nights, The Impossible Dream en ten laatste in 2006 When You Wish Apon a Star. Daarnaast is hij actief als musicalzanger en producent. In 2001 richtte hij met Mikkel Roennow de 'Rossen & Roennow Musical Productions' op, met het streven om musicals op internationaal niveau te produceren voor het Deense publiek. Rossen en Roennow produceerden in 2001 Chess, met Rossen in de rol van Anatoli, in 2002 Copacabana van Barry Manilow met Rossen als Tony Forte en in 2003 Les Misérables, wederom met Rossen als Jean Valjean.
Hij trad ook op in musicals als The Egtved Girl, Ballads Of Art And Love, The Colour Of Love en Jesus Christ Superstar. Bovendien werkte hij als synchroonspreker van figuren in de Disney-films Mulan en Lilo & Stitch, trad hij op als zanger met Nana Mouskouri en Grethe Ingmann en speelde hij opnamen in met Per Nielsen en DJ Alligator.
In 2005 was hij naar aanleiding van de 200e verjaardag van Hans Christian Andersen Hans Christian Andersen-ambassadeur van Denemarken. In hetzelfde jaar gaf hij zijn eerste concerttournee door de Verenigde Staten en gaf hij tv-concerten in de Verenigde Staten en Canada.
In 2006 publiceerde hij het autobiografische boek Livet skal ikke leves på automatpilot.
Stig Rossen zong bovendien de Deense versie van de soundtracks van de Tarzan-films van Phil Collins.

## Discografie
- 1988: Kærlighed og alt det der! met Steen Boel, Jan Kaspersen, Carsten Kolster, Morten Munch, Palle Munch, Tommy Rasmussen
- 1991: Starry Starry Nights
- 1993: The Impossible Dream met Keith Airey
- 1994: Live in Concert
- 1997: Letters of Love met Terri Lyne Carrington, Armstead Christian, Niels Lan Doky, Kenya Hathaway, Camille Henry, Joyce Imbesi, Darryl Jackson, B.J. Nelson, Chris Parks, Simon Phillips, Patrice Rushen, Jim Sitterly, David Stenske, Neil Stubenhaus, Michael Thompson, Kevan Torfeh, Larry Williams
- 1998: Julelys met Svein Dag Hauge, Per Hillestad, Ottar Nesje, Gjermund Silseth
- 2000: Stories
- 2004: Love Changes Everything met Joanna Ampil, Debbie Cameron, Nigel Wright
- 2005: This Is the Moment: Live at Tivoli met Trine Gadeberg
- 2006: When You Wish upon a Star
- 2006: Når du ser et stjerneskud
- 2007: Sange til hende
- 2012: En rose så jeg skyde
- 2013: Julens stemmer

- Gemeinsame Normdatei: 1031108157
- International Standard Name Identifier: 0000 0001 3224 8009
- MusicBrainz: e58740ae-b4cd-4f99-9146-56d4b491df7b
- Virtual International Authority File: 295138640
- WorldCat: E39PBJvd8GrKvkXCfXjYqv3xXd